# Liste des saints de Lorraine
 (mai 2019).
Si vous disposez d'ouvrages ou d'articles de référence ou si vous connaissez des sites web de qualité traitant du thème abordé ici, merci de compléter l'article en donnant les références utiles à sa vérifiabilité et en les liant à la section « Notes et références ».
Cette liste recense les saints, bienheureux ou vénérables canonisés ou non par l'Église catholique qui étaient originaires de Lorraine ou dont la vie apostolique ou le martyre s'est notablement déroulé sur le territoire du royaume de Metz, de l'ancienne Lotharingie, de l'ancien duché de Lorraine ou de l'ancienne région administrative de Lorraine.

## Liste de Saints, bienheureux et vénérables de Lorraine
- saint Romaric
- saint Abbon II de Metz
- saint Agathimbre de Metz
- saint Angilram de Metz
- saint Augustin Schoeffler
- saint Clément de Metz
- Saint Dié
- saint Charlemagne (considéré comme saint dans certains diocèses de Lorraine, comme celui de Metz)
- Saint Élophe
- Saint Ermenfroy
- Saint Euchaire
- saint Expièce de de Metz
- saint Gérébert
- saint Godon de Metz
- saint Gondoul de Metz
- saint Gramace de Metz
- saint Légonce  de Metz
- saint Madalvé de Verdun
- saint Phronine de Metz
- saint Pierre II de Metz
- saint Romain de Metz
- saint Siméon  de Metz
- saint Térence de Metz
- saint Urbice de Metz
- saint Victor de Metz
- saint Victor II de Metz
- saint Villicus de Metz
- Sainte Gerbétrude
- Sainte Ode
- Sainte Suzanne (martyre)
- saint Adelphe de Metz
- saint Aigulphe
- saint Airy de Verdun
- saint Alchas de Toul
- saint Amé de Remiremont
- saint Amon de Toul
- saint Aptat
- saint Arateur
- saint Arnoald
- saint Arnoul de Metz
- saint Arnulf de Toul
- saint Auctor de Metz
- saint Auspice de Toul
- saint Basle de Verzy
- saint Caraimère
- saint Céleste de Metz
- saint Clodulf de Metz
- saint Désiré de Verdun
- saint Dulcitius de Toul
- saint Enguerrand de Metz
- saint Èvre de Toul
- saint Félix Ier de Metz
- saint Félix II de Metz
- saint Firmin de Verdun
- saint Florentin de Bonnet
- saint Gauzelin de Toul
- saint Gelsimus de Toul
- saint Gérard de Toul
- saint Godo
- saint Goëri
- saint Gondelbert
- saint Gontrude
- saint Gundulf de Provence
- saint Hespérius de Metz
- saint Hydulphe de Moyenmoutier
- saint Jean-Martin Moyë
- saint Léon IX
- saint Leudinus Bodo
- saint Libaire de Grand
- saint Livier de Marsal
- saint Lothaire
- saint Mansuy de Toul
- saint Maur de Verdun
- saint Nicolas de Myre
- saint Ours de Toul
- saint Pappole
- saint Patient de Metz
- saint Paul de Verdun
- saint Pierre Fourier
- saint Possesseur de Verdun
- saint Prémon de Toul
- saint Pulchrone
- saint Ruf de Metz
- saint Saintin de Meaux
- saint Salvin
- saint Sigebaud
- saint Sigebert III
- saint Spinule
- saint Vanne de Verdun
- sainte Jeanne d’Arc
- sainte Lucie de Sampigny
- sainte Menne
- sainte Sigeberge
- sainte Waldrade de Metz
- sainte Ide de Boulogne
- bienheureuse Alix Le Clerc
- bienheureuse Marguerite de Lorraine-Vaudémont
- bienheureuse Marguerite Rutan
- bienheureuse Marie-Eugénie de Jésus
- bienheureuse Philippe de Gueldre
- bienheureux Adalbéron II de Metz
- bienheureux Charles Ier (empereur d'Autriche)
- bienheureux Charles-Arnould Hanus
- bienheureux Claude Richard
- bienheureux Jacques Gagnot
- bienheureux Jean de Gorze
- bienheureux Jean-Baptiste Ménestrel
- bienheureux Jean-François Burté
- bienheureux Pierre de Luxembourg
- bienheureux Antoine de Ravinel[1]
- bienheureux Nicolas Tabouillot
- bienheureux René Dubroux
- bienheureux Thierry Ier de Metz
- vénérable Pierre-Joseph Formet
- vénérable Bennon de Metz